# Jean-Étienne Championnet
Jean-Étienne Vachier, genannt Championnet (* 13. April 1762 in Valence, Département Drôme, Frankreich; † 9. Januar 1800 in Antibes, Frankreich) war ein französischer Général de division.

## Leben

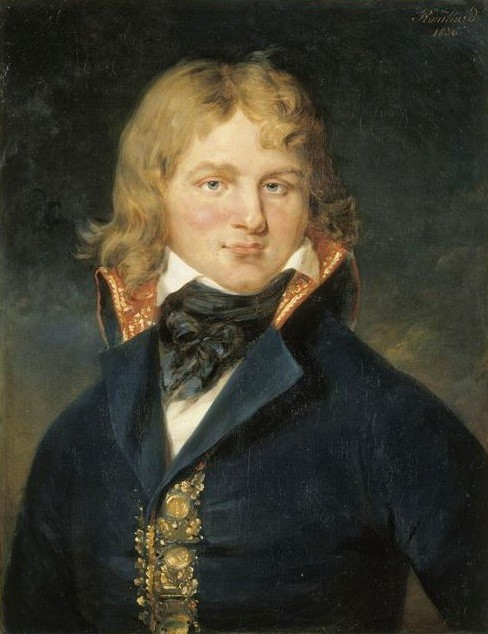
Jean-Étienne Championnet

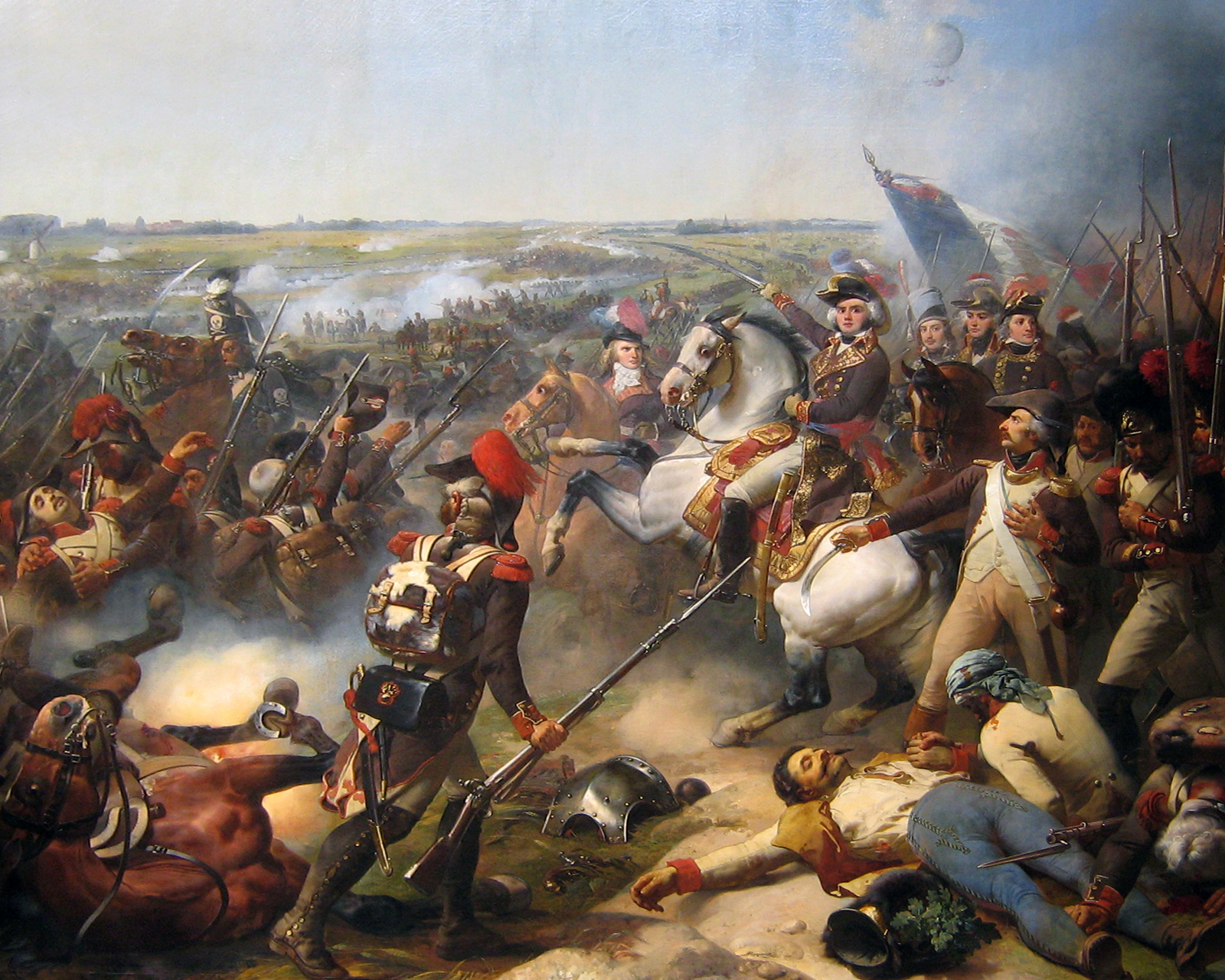
Die Schlacht bei Fleurus am 26. Juni 1794: Auf dem Schimmel Jourdan und rechts daneben Marceau, Kléber und Jean-Étienne Championnet; links auf dem braunen Pferd Saint-Just

Championnet erhielt während des Ersten Koalitionskriegs 1793 in den Feldzügen am Rhein unter General Pichegru und General Hoche seine ersten Führungsaufgaben. 1794 wurde er Général de brigade bei der Sambre- und Maas-Armee unter dem Oberkommando von Jean-Baptiste Jourdan. In der Schlacht bei Fleurus führte er mit Erfolg eine Division im Zentrum. Als General ist er an der Eroberung des Rheinlands beteiligt. Köln konnte er bei der Besetzung des Rheinlandes am 6. Oktober 1794 kampflos einnehmen und besetzen. 1796 führt er Einheiten des rechten Flügels der Sambre- und Maas-Armee am Mittelrhein und Hunsrück unter General Marceau. Als Divisionskommandant war er im Sommer 1796 bei dem Feldzug Jourdans gegen die Österreicher unter Erzherzog Karl in Franken und musste nach den verlorenen Schlachten bei Amberg und Würzburg sich mit der Armee auf die linke Rheinseite zurückziehen. 1797 war er kurzzeitig Interims-Oberkommandierender der Sambre- und Maas-Armee.
Ende 1797 war er der verantwortliche General für den Grundstückskauf und die Errichtung des Monument General Hoche in Weißenthurm.

Einnahme von Neapel am 23. Januar 1799: Radierung von Karl Schleich aus dem Jahre 1819 nach einer Zeichnung von Jean Duplessis-Bertaux

1798 wurde er Oberbefehlshaber der Armee, die die Römische Republik gegen Neapel schützen sollte. Zunächst wurde er durch eine fünffach überlegene Truppe der Neapolitaner aus Rom vertrieben, schlug dann aber die von General Karl Mack von Leiberich geführten Streitkräfte im Dezember 1798 und eroberte Capua. Am 23. Januar 1799 erreichte er wieder Neapel und eroberte nach blutigen Gefechten die Stadt, in der dann (noch während der Kämpfe) von neapolitanischen Patrioten die Parthenopäische Republik ausgerufen wurde, der allerdings kein langes Leben beschieden war.
Championnet ergriff Maßnahmen, um die Plündereien und die Räubereien der französischen Zivilkommissare zu beenden. Dies trug ihm eine Anklage wegen Amtsmissbrauchs ein, er wurde daraufhin abgesetzt und gefangen gehalten, bis der Staatsstreich vom 18. Juni 1799 (30. Prairial VII) ihn wieder befreite. Vom 21. September bis 30. Dezember 1799, nach dem Tode des Generals Barthélemy-Catherine Joubert, war Championnet Général en chef (Oberkommandierender) der Armée d’Italie, mit der er gegen die Truppen der zweiten Koalition unter Feldmarschalleutnant Michael von Melas kämpfte. Die Franzosen wurden am 4. November 1799 in der Schlacht bei Genola (detaillierte, englische Beschreibung:) geschlagen und mussten dadurch ihre im  Ersten Koalitionskrieg von Bonaparte gewonnenen italienischen Eroberungen aufgeben.
Jean-Étienne Championnet starb am 9. Januar 1800 bei Antibes an einer Seuche. Er wurde im 19. Jahrhundert von den republikanisch gesinnten Patrioten Frankreichs zu den wichtigsten, zu früh verstorbenen Revolutionsgenerälen gezählt.

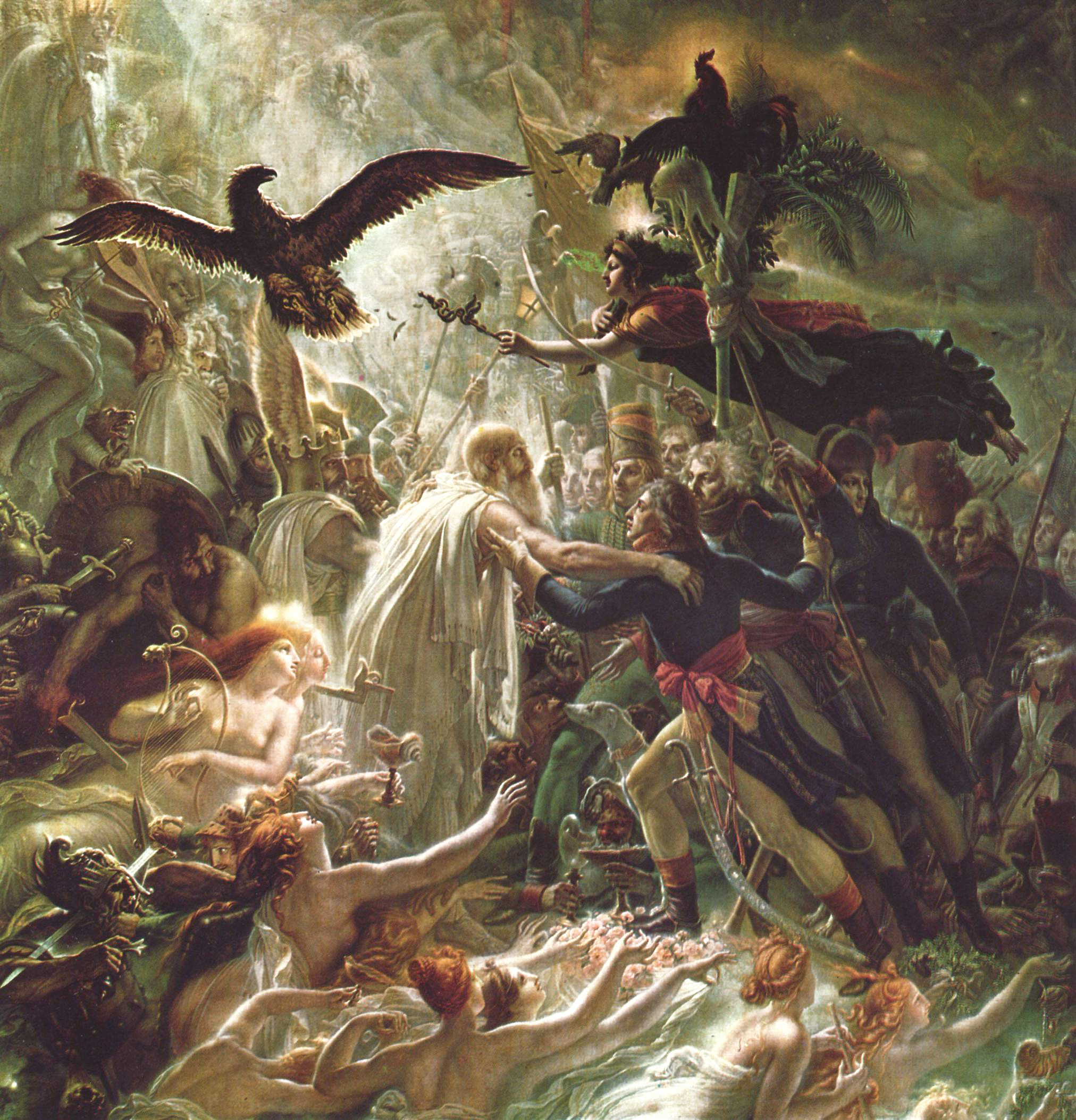
Um 1801. Titel (übers.): "Verherrlichung (Apothéose) der französischen Helden, die für das Vaterland in dem Krieg für die Freiheit gestorben sind." Gemeint und abgebildet: Desaix, Hoche, Kléber, Marceau und Championnet.

## Ehrungen
Sein Name ist am Triumphbogen in Paris in der 3. Spalte eingetragen. In Antibes wurde ihm 1891 ein Denkmal errichtet. Die Rue Championnet im 18. Arrondissement in Paris ist nach ihm benannt.